# المربع (فلم)
المربع (بالإنجليزية: The Square) هو فيلم هجاء من تأليف وإخراج روبين أوستلوند وبطولة كلايس بانج، إليزابيث موس ودومينيك واست.

## روابط خارجية
المربع على موقع IMDb (الإنجليزية)
- المربع على موقع ميتاكريتيك (الإنجليزية)
- المربع على موقع روتن توميتوز (الإنجليزية)
- المربع على موقع قاعدة بيانات الأفلام العربية
- المربع على موقع ألو سيني (الفرنسية)
- المربع على موقع أول موفي (الإنجليزية)
- المربع على موقع بوكس أوفيس موجو (الإنجليزية)
- المربع على موقع فيلمافينيتي (الإسبانية)
- المربع على موقع قاعدة بيانات الأفلام السويدية (السويدية)
- المربع على موقع قاعدة بيانات الفيلم (الإنجليزية)